# Leptochloa marquisensis
Leptochloa marquisensis är en gräsart som först beskrevs av Forest Buffen Harkness Brown, och fick sitt nu gällande namn av Paul M. Peterson och Emmet J. Judziewicz. Leptochloa marquisensis ingår i släktet spretgräs, och familjen gräs. Inga underarter finns listade i Catalogue of Life.